# Фонд Кличко
Klitschko Foundation — благодійна організація, що розвиває громадянське суспільство в Україні. Випускники проєктів організовують освітні заходи для однолітків та колег.

## Основні напрями діяльності
- освіта;
- спорт;
- розвиток активного громадянства;
- міжнародна співпраця.

## Історія
- 2003. Віталій та Володимир Клички брали участь у багатьох міжнародних проєктах, заснували всеукраїнську благодійну організацію «Фонд братів Кличків».

- 2003-2014. Фонд співпрацював з українськими університетами, надаючи консультації студентам, забезпечував гуманітарну допомогу постраждалим від повені на заході України, реалізовував проєкти для дітей, аби підвищити рівень поінформованості щодо екологічних проблем, залучав німецьких лікарів для обстеження українських дітей з вадами слуху та зору, реалізовував спортивні турніри, реконструйовував ДЮСШ, створював освітні проєкти для молоді, щоб дати можливості для саморозвитку.

- 2014-2020. 2014 року фонд провів ребрендинг та змінив назву на «Klitschko Foundation», зосередив діяльність на проєктах у сфері спорту, освіти, науки. У цей період нововведенням стала реалізація локальних проєктів випускниками проєктів фонду для поширення цінностей та переваг неформальної освіти в регіонах.

- 2020-2021. Всі проєкти були адаптовані до онлайн-формату, а співробітники фонду почали працювати віддалено. З 2021 року фонд реалізовує проєкти у форматі власної діджитал-платформи та у онлайн-форматі.

## Визначні дати
- 5 вересня 1998 — Початок благодійної діяльності братів Кличків. Віталій і Володимир Кличко створили Міжнародний фонд сприяння розвитку спорту «Спорт — XXI століття», головними завданнями якого була підтримка талановитих спортсменів, досвідчених тренерів і ветеранів спорту.
- 25 вересня 2002 — Віталій і Володимир Клички стали послами ЮНЕСКО.
- 12 грудня 2003 — Брати Клички — «Меценати Києва».
- 13 серпня 2003 — Брати Клички заснували власний благодійний фонд.
- 1 серпня 2006 — Брати Клички — Чемпіони ЮНЕСКО.
- 16 червня 2010 — Українські благодійники підписали спільний меморандум. Меморандум спрямований на підтримку законопроектів «Про благодійництво та благодійні організації» та «Про внесення змін до деяких законів України (щодо зменшення податкового навантаження на одержувача благодійної допомоги)».
- 1 листопада 2010 — Фонд братів Кличків провів перший благодійний гала-вечір.
- 4 листопада 2011 — Брати Клички стали переможцями національної премії Німеччини. Вперше за 30 років існування премії «Спортсмен з серцем», яку атлетам вручають за активну соціальну і благодійну діяльність, нагороду отримали українські спортсмени.
- 29 березня 2012 — Другий гала-вечір фонду. Всі кошти, отримані від гостей гала-вечора, направили на реконструкцію дитячих спортивних шкіл та організацію літнього освітнього табору для соціально незахищених дітей.
- 6 липня 2013 — Фонд визнаний одним з найбільших благодійників в українському спорті.
- 25 лютого 2014 — Володимир Кличко кулаками намалював кулаками абетку і виставив їх на аукціоні E-bay. Виручені кошти Klitschko Foundation направив на освітні програми для дітей і підлітків.
- 15 жовтня 2014 — Фонд став родинним і отримав нову назву — Klitschko Foundation.
- 29 вересня 2015 — Віталій Кличко отримав премію Lichtgestalt Sport. за успішну соціальну і благодійну діяльність. Премію вручив Президент Європарламенту Мартін Шульц. Сума нагороди — 10 тис. Євро.
- 11 листопада 2015 — Новий візуальний стиль Klitschko Foundation отримав нагороду Red Dot у номінації Communication Design 2015.
- 25 березня 2016 — Гала-вечір фонду. Куртка Шверценеггера, картина Сталлоне та інші лоти від друзів Володимира Кличка пішли з молотка на благодійному аукціоні до дня народження Володимира Кличко. Так Klitschko Foundation зібрав рекордну суму в 3000000 доларів, які пішли на реалізацію проектів і основи ендавменту фонду.
- 30 вересня 2016 — Фонд втретє став лідером серед українських благодійників у сфері спорту.
- 8 листопада 2016 — Deutscher SportpresseBall назвав Володимира Кличка «Спортсменом з серцем».
- 16 березня 2017 — Фонд отримав перший урядовий грант від Японії.
- 2 травня 2017 — Klitschko Foundation отримав акредитацію на програму EVS.
- 13 серпня 2018 — Klitschko Foundation святкує 15-річчя!
- 30 січня 2019 — Klitschko Foundation та Національний олімпійський комітет України підписали меморандум про співпрацю.
- 19 грудня 2019 — Фонд став фіналістом Partnership for Sustainability Award в категоріях «Суспільство», «Планета» «Економічний розвиток».
- 30 жовтня 2020 — Проєкт фонду «Zero Waste School» отримав нагороду — 2020 Energy Globe Award.
- 4 листопада 2020— Фонд отримав European Solidarity Corps Quality Label.
- 6 грудня 2020 — Володимир Кличко першим в Україні отримав нагороду «Золоте серце» за благодійну діяльність від німецького фонду «Ein Herz für Kinder»
- 18 грудня 2020 — Онлайн-курс Екоакадемія, який був створений за підтримки гранту Фундації Кока-Кола, став фіналістом Effie Awards Ukraine.

## Поточні проєкти за напрямами (2021)

### Освіта
- «Школа успіху» — освітній онлайн-проєкт про навички 21 століття для підлітків, які хочуть стати змінотворцями у своїх громадах. Місія проєкту — дати можливість підліткам розкрити в собі лідерський потенціал та змотивувати брати відповідальність за зміни у своєму власному житті і розвитку громади, надати знання про навички 21 століття, які допоможуть у пошуку майбутнього призначення. Проєкт допомагає відчути цінність знань та самоосвіти і надихає шукати можливості для власного розвитку і ділитись знаннями та досвідом з іншими.

- «Zero Waste School» — освітній онлайн-проєкт, покликаний запровадити культуру сортування відходів у школах та громадах і популяризувати екодружній спосіб життя. Місія проєкту — сприяти розвитку місцевих громад у малих містах та селах шляхом неформальної освіти та навчити їх впроваджувати власні проєкти, сформувати екологічну культуру громад через проєктний підхід, поширити культуру сортування відходів та екологічного використання ресурсів.

Проєкт реалізується у партнерстві з Фундацією Кока-Кола.
- «ProCharity» — освітній онлайн-проєкт для представників/ць благодійних та громадських організацій. Місія проєкту — підвищити ефективність роботи благодійних та громадських організацій і сприяти розвитку їхньої прозорості та підзвітності. Крім того, проєкт розвиває культуру благодійництва, допомагаючи організаціями вести зрозумілу та доступну діяльність, комунікацію, що підвищує рівень довіри населення.

- «Democracy Hub» — освітня платформа та онлайн-проєкт, спрямовані на розвиток спільноти проактивної молоді. Місія проєкту — створити середовище для розвитку комунікативних навичок, підвищення інтересу до демократії, прав людини та зміцнення молодіжного лідерства та активної громадянської позиції.

Проєкт реалізується у партнерстві з Crossing Borders за фінансування CISU.

### Спорт
- «Посилка успіху» — онлайн-проєкт для вчителів та вчительок фізичного виховання, який навчить методів ефективного викладання та допоможе залучити учнів і учениць до активного способу життя, занять спортом як в школі, так і поза її межами. Місія проєкту — мотивувати та надихнути вчителів та вчительок фізичного виховання, навчити їх нових методів викладання, трансформувати уроки фізичного виховання та зробити їх цікавішими, ефективнішими та креативнішими.

- «Football for everyone» — онлайн-проєкт для вчителів/ок фізичного виховання та тренерів/ок, який покликаний боротися з гомофобією, трансфобією та дискримінацією через спорт та футбол, зокрема. Місія проєкту — вплинути на рівень дискримінації в спорті, що стосується гендерної рівності та сексуальної орієнтації та надати інструменти для боротьби проти дискримінації.

Проєкт реалізується за фінансової підтримки Fare Network і Football v Homophobia.

### Активне громадянство
- «Обрії майбутнього» — філософський онлайн-семінар для підлітків, який допоможе учасникам/цям розвинути навички критичного та креативного мислення, сформувати цілі на майбутнє та визначити свій життєвий шлях. Місія проєкту — допомогти підліткам знайти себе, сформувати світогляд та заручитись підтримкою однодумців з кожного куточку України. Під час семінару учасники/ці отримують мотивацію до саморозвитку, формують цілі на майбутнє, за участі модераторів/ок обговорюють з однолітками виклики, з якими щодня зіштовхуються: вибір майбутньої професії, стосунки в сім'ї та суспільстві, відстоювання своєї позиції.

Проєкт реалізовується у партнерстві з Аспен Інститутом Київ.
- «KF-Hub» — комунікаційна платформа для спільноти фонду, об'єднаної спільними цінностями. Місце для розвитку стажерів, менторів, волонтерів і неурядових організацій-початківців, які отримують знання, беручи участь у тренінгах і семінарах.

Місія проєкту — створити онлайн-платформу для спільноти, яка дає можливість проводити власні заходи, відвідувати освітні лекції, збиратись разом, щоб розповідати про успіхи та виклики, розвиватись професійно і особистісно: зустрічатись з експертами для консультацій, проводити тімбілдінги, покращувати soft та hard skills — все це у онлайн-форматі.

## Міжнародна співпраця та партнери
- ЮНЕСКО. Партнер конкурсу «Еко-ідеї зі всього світу» та «Школи успіху»;
- Ein Herz für Kinder. Допомога в забезпеченні обладнанням лікарень «ОХМАТДИТ» у Києві та Львові та підтримка проєкту «Школа успіху»;
- Goethe-Institut. Надання стипендій лікарям «ОХМАТДИТу» для вивчення німецької мови для їхнього подальшого стажування у клініці;
- Helios-Klinikum під Берліном, а також підтримка проєкту «Молодь дебатує»;
- Фонд Конрада Аденауера. У 2009—2010 роках у партнерстві реалізовано спільний проєкт «Оздорови суспільство», що опікувався ціннісною орієнтацією та суспільною активністю студентів;
- British Council. Фонд проводить тренінги «Active Citizens» за методикою, розробленою Британською Радою, у «Школі успіху» та для стажерів Фонду;
- Фундація Кока-Кола. Підтримка проєкту «Клич друзів — граймо разом» та «Zero Waste School»;
- Panasonic. Підтримка проєкту «Еко-ідеї зі всього світу»;
- Samsung. Спільна робота над соціальною ініціативою «Надія для дітей» для залучення уваги громадськості до проблем своєчасного діагностування раку у дітей;
- Міністерство освіти і науки України. Розповсюдження інформації про проєкти Фонду, та залучення більшої кількості молоді;
- Міністерство молоді та спорту України. Проведення Klitschko Tournament
- UEFA Foundation. Підтримка проєкту «Посилка успіху»;
- Аспен Інститут Київ. Партнери проєкту «Обрії майбутнього»;
- Німецький фонд «DFB-Stiftung Egidius Braun». Партнери проєкту «Challenge Academy»;
- «Erasmus+». Підтримка проєкту «Study Visit for Grassroots Trainers»;

## Нагороди
- Нагорода Red Dot у номінації Communication Design 2015;
- Фіналісти Partnership for Sustainability Award в категоріях «Суспільство», «Планета», «Економічний розвиток» 2019;
- Global Energy Award 2020 за найкращий національний проєкт в Україні — «Zero Waste School»;
- Фіналісти Effie Awards Ukraine 2020 у категорії «Позитивні зміни» за ефективну комунікацію через онлайн-курс «Екоакадемія»;
- Quality Label EU 2020 — акредитація для організацій, зацікавлених у участі у волонтерських діях, стажуванні та робочих заходах Європейського корпусу солідарності;
- Klitschko Foundation тричі визнано лідером серед українських благодійників у сфері спорту за Національним рейтингом благодійників;
- 4-ий за впізнаваністю благодійний фонд в Україні за дослідженням Zagoriy Foundation;